# Село имени Калинина (Нарынская область)
Имени Калинина (кирг. Калинин) — село в Ат-Башинском районе Нарынской области Кыргызской республики. Административный центр Ак-Талинского аильного округа. СОАТЕ — 41704 220 808 01 0.
Расположено в высокогорной зоне Кыргызстана.
По переписи населения в 2009 году в селе проживало 2675 человек.

## Известные уроженцы
- Омуракунов, Мухтарбек Суюналиевич (1965—2011) — киргизский политик, первый председатель политической партии «Замандаш» (2007—2011).